# David Christie (homme politique)
Pour les articles homonymes, voir David Christie et Christie.
David Christie (1er octobre 1818 - 15 décembre 1880) est un homme politique canadien. Il fut député à l'Assemblée législative de la province du Canada de 1852 à 1858, puis conseiller législatif jusqu'à sa nomination au Sénat du Canada en 1867 Il fut le président du Sénat de 1874 à 1878, le premier (et l'un des rares) à ne pas posséder de formation juridique.